# Самарський обласний художній музей
Самарський обласний художній музей (рос. Самарский областной художественный музей) — художній музей в місті Самара (Росія).
Художній відділ при Публічному музеї в Самарі був створений місцевим купцем і художником-пейзажистом Костянтином Головкіним за участю групи самарських живописців. Основою колекції стали полотна самарських художників рубежу XIX—XX століть, а також роботи майстрів російського мистецтва початку XX століття.
Музей має багаті збірки творів мистецтва Сходу і Стародавнього Єгипту, російського мистецтва XVIII—XIX століть, російського живопису і графіки кінця XIX — початку XX століть, російського авангарду початку XX століття. Музейне зібрання включає в себе і радянське мистецтво 1920-1970-х років.

## Галерея

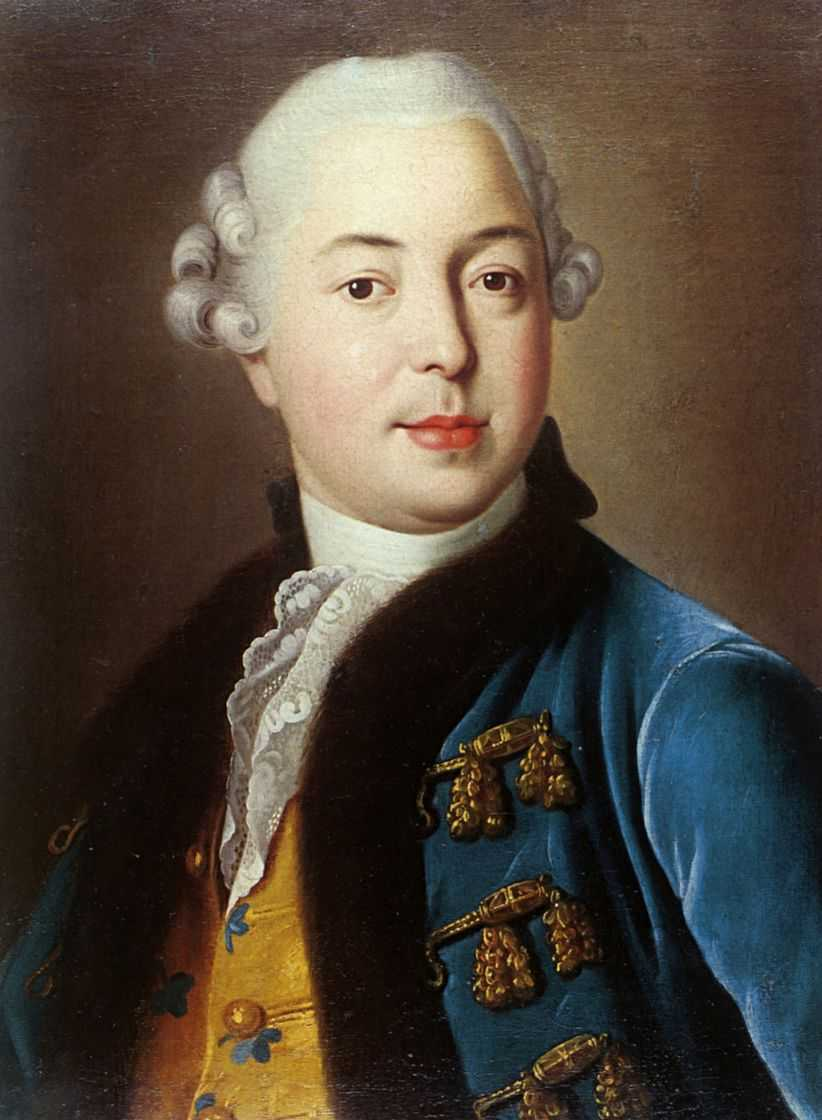
Іван Аргунов. Портрет князя С.М.Голіцина (60-ті роки XVIII ст.)
Йосип Марія Грассі. Портрет генерал-аншефа Валеріана Зубова (1793)
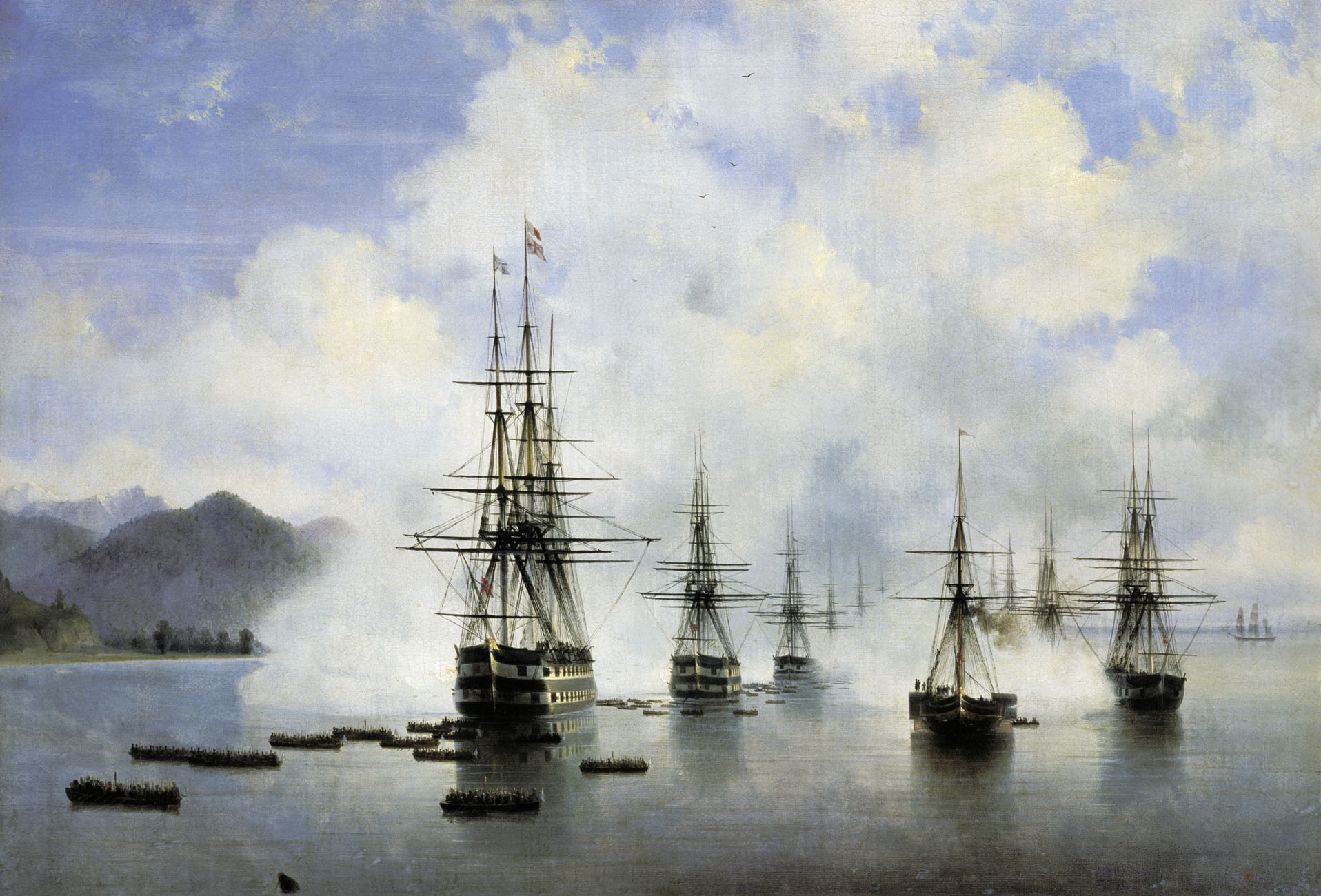
Іван Айвазовський. «Десант М.М.Раєвського в Субаші» (1839)
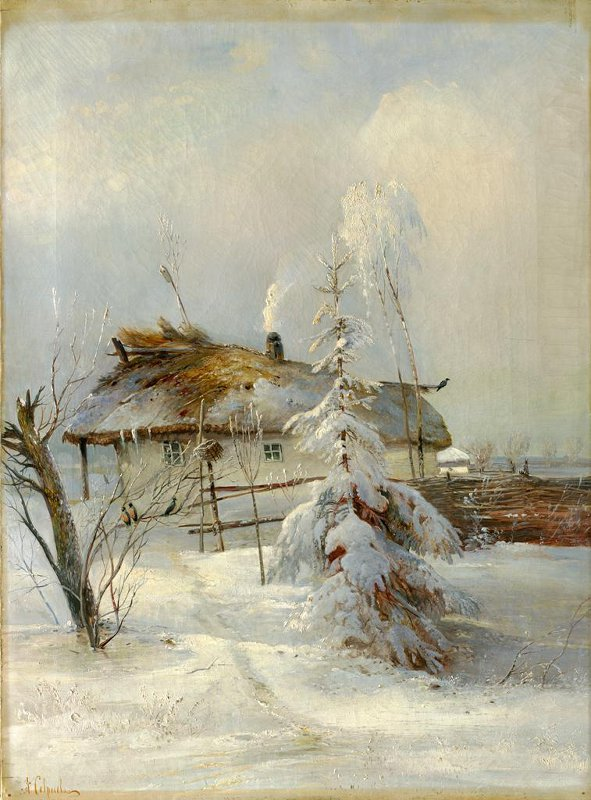
Олексій Саврасов. «Зима» (1873)
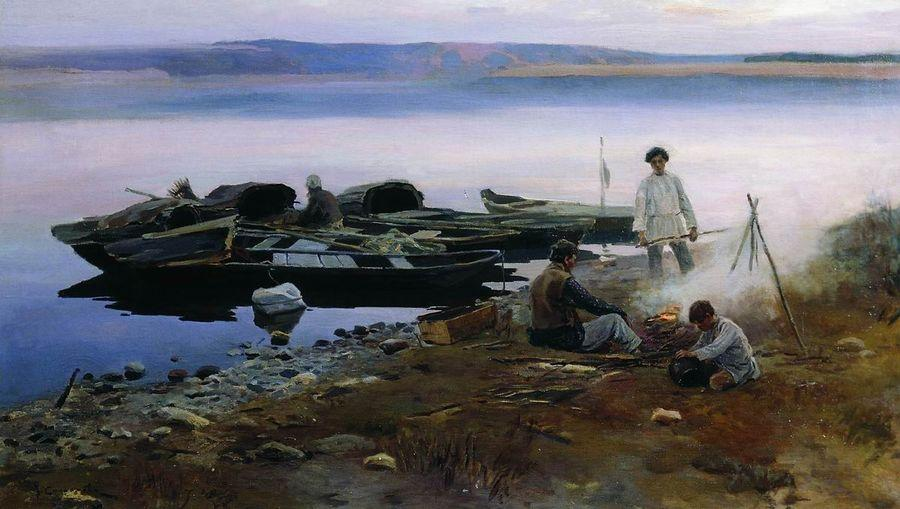
Олексій Степанов. «На Волзі» (1897)
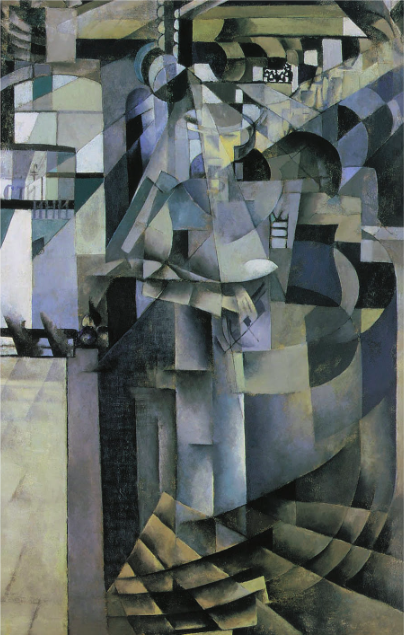
Казимир Малевич. «Гранд-готель» (1913)